# اسکاتلند اسکاندیناویایی

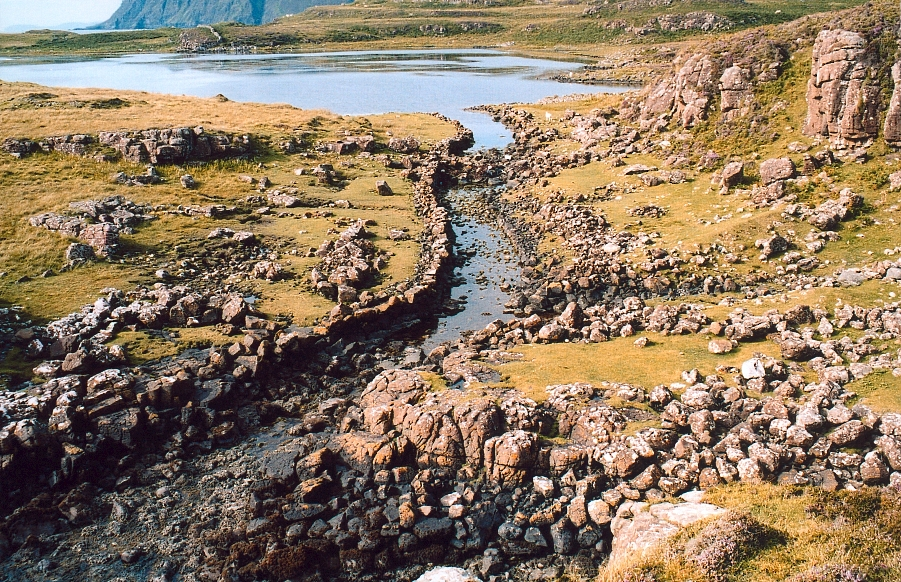
کانال موسوم به «کانال وایکینگ» در روئه ان توئه که از لوخ نا هارتیه منشعب می‌شود.

اسکاتلندِ اسکاندیناویایی (به انگلیسی: Scandinavian Scotland) به بخش‌هایی از کرانه‌های اسکاتلند کنونی که در فاصلهٔ سده‌های هشتم تا پانزدهم میلادی توسط وایکینگ‌ها و نورس‌ها، مشخصاً نروژی‌ها و تعدادی از مردمان ژرمنی شمال و اعقابشان مسکون شده بود گفته می‌شود. 
جزایر شمالی نزدیک‌ترین بخش اسکاتلند به نروژ می‌باشد. از این رو نخستین جایی که وایکینگ‌ها بدان دست یازیدند همین جزایر بودند و بیشترین دوام را هم در همین جا آوردند. 
تأثیرات وجود وایکینگ‌ها بر سواحل اسکاتلند هنوز هم بر روی ژنتیک باشندگان این سرزمین، جاینام‌ها، زبان و دیگر عناصر فرهنگی محلی قابل مشاهده است. اگرچه مستندات باستان‌شناسی دربارهٔ این دوره اندک می‌باشد. همچنین مستندات تاریخ اسکاتلند هم دربردارندهٔ شواهد اندکی از حضور وایکینگ‌هاست. 